# Иммануэль Римский
Иммануэль Римский (при рождении Иммануэль (Эммануил) бен-Соломон Цифрони или Сифрони, также Мануэлло Романо (итал. Immanuel (Manuello) Romano) и Маноэлло Джудео [Еврей] (итал. Manoello Guideo; ок. 1265, Рим — 1330?) — итальянский еврейский поэт, автор комментариев к Торе и поэтического сборника из 28 «Тетрадей» («Махберот»), полностью изданного посмертно (1491). Современник Данте, которому подражал.

## Биография
Родился в состоятельной и знатной еврейской семье в Риме. Его отец, Соломон бен-Иекутиель, принадлежал к богатой аристократической фамилии Цифрони, поселившейся в Италии в глубокой древности. О своей матери, Иусте, Иммануэль отзывается с большой похвалой.
Получил блестящее образование: кроме талмудической письменности, которую изучал у раввинов, он ознакомился и с общими науками: медициной, астрономией, математикой, изучая также греческих и арабских философов. Глубокое влияние оказала на него философия Маймонида, чьи произведения он изучал больше других. Подобно его современникам в Италии, увлекался религиозной мистикой, изучал каббалистические кодексы «Сефер Йецира» и «Сефер ха-Бахир». Плодом этого увлечения стала написанная им в юности каббалистическая книга о мистическом значении букв еврейского алфавита (сама книга затерялась, но помещённое в начале её стихотворение, трактующее о характере и содержании произведения, включено Иммануэлем в собрание его поэтических произведений, кн. XI).
Склонность и любовь к поэзии проявились уже в раннем возрасте; брал уроки стихосложения и, владея, помимо еврейского, арабским, латинским и итальянским языками, мог знакомиться с произведениями еврейских, арабских и христианских поэтов. Своими полными блеска и юмора итальянскими сонетами снискал себе известность в итальянском обществе. Литературный друг Данте, Босоне (Bosone da Gubbio), знал Иммануэля и назвал его в одном сонете «смеющейся душой» (1321). В Еврейской энциклопедии 1913 года утверждается, что Иммануэль был лично знаком с Данте, но более поздняя Encyclopaedia Judaica считает это необоснованной легендой.
Занимал в римской еврейской общине видный пост; в его обязанности входило составлять разные петиции к властям, произносить в торжественных случаях речи и проповеди.
Своими насмешками и эпиграммами создал себе немало врагов, и когда, в пожилом возрасте, поручившись за одного знакомого, потерял всё своё состояние, под обвинения в безбожности и безнравственности был вынужден бежать из Рима и скитаться по Италии, изнемогая, как он выразился, под двойной тяжестью «нищеты и старости». Свои бедствия и превратности судьбы он описал в поэмах «Ereh Zemani» и «Habirchath Hazeman» («Тетради», кн. I).. Жил в нескольких итальянских городах: Перуджа, Фабриано, Камерино, Анкона, Губбио, Верона и Фермо.
В 9-й «Тетради» Иммануэль рассказывает, что однажды знакомый ему раввин Aарон привёз из Толедо в Перуджу груз ценных рукописей, список которого включал около 180 древних и новых книг. Сам раввин отправился в Рим, а Иммануэлю и его друзьям были поручены ящики с рукописями. И они воспользовались отсутствием хозяина, чтобы переписать 10 сочинений, между прочим переводы Тиббонидов, включая книгу «О душе» (вероятно, Средний комментарий Аверроэса) и «Физику» (должно быть, сокращённое толкование Аверроэса); последнюю переписал сам Иммануэль.
Иммануэль нашёл приют в Фермо — у одного еврейского мецената, который взял его к себе в дом. Жизнь в доме мецената, описанная поэтом в светлых красках, имела для его творчества самые благоприятные последствия. Меценат побудил его (около 1328 года) объединить в одно издание все стихотворные сочинения Иммануэля. При собрании и размещении своих произведений (в 28 книгах) переработал их так, что большая часть представляется результатом совместного его труда с меценатом. Большинство написанных рифмованной прозой бесед ведётся между поэтом и меценатом (Hassar); от имени последнего приводятся также многие стихотворения. Именно эта книга «Тетради» («Махбарот») принесла ему наибольшую славу.

## Творчество

### Поэзия
Писал по-итальянски и на иврите, внёс большой вклад в поэзию на иврите, в частности такую новую форму как сонет. Тем самым, иврит стал первым иностранным языком, познавшим «новый сладостный стиль» итальянского сонета.
Испытал влияние поэта Данте, и в некоторых произведениях подражал ему, так что должен считаться еврейским представителем Эпохи Возрождения. Некоторые строчки Иммануэля являются прямыми переводами из Данте.
Писал также сатиры, отличался чувством юмора. Поэтические произведения носят заметную эротическую окраску, за что Иммануэль «удостоился чести» быть упомянутым в кодексе Шулхан Арух как запрещённый автор. Предшественник Иммануэля по светской ивритской поэзии, поэт и философ Иегуда Галеви (1075—1141) тоже писал стихи с эротической окраской, но под запрет не попал.
Религиозный гимн (евр. пиют) «Игдаль», написанный Иммануэлем и адаптированный для синагоги, входит в большинство еврейских молитвенников, во многих синагогах его поют в качестве завершающего аккорда службы вечером в субботу. Гимн является философски грамотным поэтическим переложением списка Основ Веры Маймонида и является частью сборника «Тетради» (№ 4).

### Другое
Составил также сочинение по грамматике иврита. Частично издан комментарий к Танаху (еврейская Библия), где помимо объяснения простого смысла текста встречаются аллегорические, мистические и философские комментарии.

### Издания
Первое полное издание стихов Иммануэля вышло в 1491 году в городе Брешиа, в дальнейшем издавался в Константинополе в 1535 году, в Берлине в 1796 году, в Лемберге в 1870 году. Отдельным изданием выходило ивр. «Mahberet ha-Tofet ve-ha-Eden»‎, являющееся описанием рая и ада в стиле Данте (Прага, 1613 год). Отдельные части «Тетрадей» переводились на немецкий, итальянский, латинский, английский, венгерский и идиш. Стихи Иммануэля многократно издавались в Израиле, итальянские стихи переводились на иврит известными израильскими поэтами, среди которых Натан Альтерман и Леа Гольдберг.